# Stefan Krook
Stefan Ewert Herman Krook (* 1. Oktober 1950 in Göteborg) ist ein ehemaliger schwedischer Segler.

## Erfolge
Stefan Krook, der für den Göteborgs Kungliga Segelsällskap segelte, nahm in der Bootsklasse Soling an den Olympischen Spielen 1972 in München teil. Er war neben Bo Knape und Lennart Roslund Crewmitglied des schwedischen Bootes, dessen Skipper Stig Wennerström war. In insgesamt sieben Wettfahrten sicherten sie sich einen Sieg und wurden unter anderem zweimal Zweite, sodass sie die im Olympiazentrum Schilksee in Kiel stattfindende Regatta mit 31,7 Gesamtpunkten auf dem zweiten Platz abschlossen und hinter den von Harry Melges angeführten US-Amerikanern und vor dem Boot von David Miller aus Kanada die Silbermedaille erhielten. Bereits 1970 war Krook in Poole mit Wennerström Weltmeister im Soling geworden und sicherte sich mit ihm 1973 in Quiberon die Bronzemedaille. 1975 wurde er als Crewmitglied von Wennerström Europameister.